# 木栓形成層
木栓形成層（cork cambium）是周皮的部分組織，也稱為樹皮形成層，存在於許多維管束植物中。木栓形成層屬於側生分生組織，它在根和莖次級生長後取代了表皮的保護功能。他可以在木本和一些草本雙子葉植物、裸子植物和一些單子葉植物中（儘管單子葉植物通常缺乏次級生長）被見到。
木栓形成層為負責周皮發展的分生組織層。從木栓形成層向內生長的細胞被稱為栓內層，以及細胞向外發展為木栓層或軟木。
- 栓內層——木栓形成層內;活薄壁細胞組成
- 木栓形成層——分生組織，使植物產生周皮
- 木栓層（軟木）——死亡細胞，充填在外面保護組織

木栓形成層的外觀在不同的物種與樹齡之間相差很大，不同的樹皮可以觀察到生長的情形等：光滑、裂隙、鱗片狀、剝落、餅狀像等。
外側皮層形成木栓形成層，向外分裂產生木栓層，向內產生木栓皮層，三者合稱周皮。
周皮：
在雙子葉植物和裸子植物的莖及根加粗生長時形成代替表皮起保護作用的一種保護組織。
由木栓形成層、木栓層和栓內層組成。 可控制水分散失以及外界因素對植物體內部組織的損傷。 
周皮上有皮孔，可代替表皮上氣孔起通氣作用。